# Жак I де Бурбон (граф де Ла Марш)
Жак I де Бурбон (фр. Jacques I de Bourbon; 1319 — 6 апреля 1362, Лион) — граф де Ла Марш с 1341, граф де Понтье 1351—1360, коннетабль Франции 1354—1356, младший сын Людовика I Хромого, герцога де Бурбон, и Марии д’Авен, дочери Иоанна (Жана) II д’Авен, графа Голландии и Эно, основатель ветви Бурбон-Ла-Марш, французский военачальник во время Столетней войны.

## Биография
После смерти отца в 1341 году Жак унаследовал графство де Ла Марш.
В 1341—1342 годах Жак вместе со старшим братом, герцогом Пьером I де Бурбон участвовал в войне за Бретонское наследство на стороне французского претендента Карла де Блуа.
26 августа 1346 года Жак принимал участие в битве при Креси, где был ранен. В том же году он за ежегодную ренту в 4000 ливров отказался от прав на герцогство Бурбон.
В 1349 году Жак был назначен командующим королевскими армиями в Лангедоке, а в 1351 году — ещё и в Пикардии, где в том же году король Франции Жан Добрый передал ему в управление графство Понтье.
После смерти 8 января 1354 года коннетабля Франции Карла де ла Серда новым коннетаблем король назначил Жака. Однако 9 мая 1356 года Жак сложил с себя полномочия в пользу графа Готье VI де Бриенна.
19 сентября 1356 года Жак участвовал в битве при Пуатье, закончившейся разгромом французской армии. Его старший брат Пьер I при этом погиб, а сам Жак получил ранение, попал в плен и был отправлен в Англию. В плену он пробыл до подписания мира в Бретиньи в 1360 году. В результате Жак потерял графство Понтье, отошедшее к Англии.
Вернувшись во Францию, в 1361 году Жак участвовал в очистке Франции от банд бригандов. 6 апреля 1362 года Жак умер от ран, полученных в битве при Бринье (в районе Лиона). В той же битве получил смертельную рану старший сын Жака, Пьер, унаследовавший графство Ла Марш, но умерший через несколько дней после отца.

## Брак и дети
Жена: с 1335 года Жанна де Шатильон (1320 — 15 августа 1371), дама де Лёз, де Конде-сюр-Леско, де Каренси, де Дюизан, д’Обиньи-ан-Артуа и де Бюкуа, дочь Гуго де Шатильона, сеньора де Лёз и де Конде, и Жанны, дамы д’Аржье и де Катё. Дети:
- Изабелла (1340—1371); 1-й муж: с  1362 (контракт) Людовик II де Бомон (ум. 1364), виконт де Бомон-о-Мэн; 2-й муж: с 1364 Бушар VII де Вандом (ум. 1371), граф де Вандом и де Кастр
- Пьер I (1342—1362), граф де Ла Марш с 1362
- Жан I (1344—1393), граф де Ла Марш с 1362, граф де Вандом и де Кастр с 1371
- Жак I (1346—1417), сеньор де Прео, д’Аржье, де Дангю и де Тюри, родоначальник ветви Бурбон-Прео